# Gorée
Otok Gorée (fra. Île de Gorée) je otok 2 km ispred obale Dakara u Senegalu. Ima površinu od 182 m² i 1.056 stanovnika (2005.), te upravno je jedna od 19 općina (communes d'arrondissement) grada Dakara; i to najmanja i najslabije naseljena (samo 5,8 stan/km²).
Otok Gorée je od 15. do 19. stoljeća bio jedno od najvećih središta prekoatlanske trgovine robovima. Tada su njime, jedan za drugim, vladali Portugalci, Nizozemci, Britanci i naposljetku Francuzi, koji su svi ostavili značajne građevine (od bezličnih robovskih prostorija do elegantnih domova trgovaca robljem, te snažne utvrde i Relais de l’Espadon, raskošna guvernerova rezidencija). Danas je važan podsjetnik na iskorištavanje ljudi i mjesto pomirbe, zbog čega je još 1978. godine upisan na UNESCO-ov popis mjesta svjetske baštine u Africi. 

## Povijest trgovine robljem
Otok Gorée je od 15. do 19. stoljeća bio jedno od najvećih središta prekoatlanske trgovine robovima. Procjenjuje se da je u to vrijeme oko 20 milijuna Afrikanaca prošlo otokom.
Prvu kuću za robove su sagradili Portugalci 1536., koji su prvi i stupili na otok 1444. godine, a posljednju Nizozemci 1776. godine. Sve kuće za robove se nalaze na rubu otoka Goréea, te je čak i današnji prezbiterij bio bivša robovska kuća. Mala kuća primala je između 150 i 200 robova, koji su morali čekati jako dugo, do tri mjeseca, prije nego što su bili odvedeni na brodu. Ćelije, svaka promjera 2,60 x 2,60 m, bile su rezervirane za muškarce i primale su od 15 do 20 ljudi. oni su bili poredani leđima uza zid, te vezani lancima oko vrata i ruku. U sredini lanca bila je velika željezna kugla koju je rob morao nositi između svojih ruku i noge. Puštani su samo jednom dnevno kako bi zadovoljili svoje fiziološke potrebe, unutar dvorišta kuće. Higijenski uvjeti su bili toliko odvratni da je prva epidemija koja je poharala otok 1779. godine, nastala upravo ovdje. Ako bi neki od muškaraca bio lakši od 60 kg, što je bio minimum za prijevoz preko Atlantika, smještali bi ga u posebnu prostoriju gdje je bio tovljen lokalnim grahom, u Senegalu pozantim kao niebe. 
Strmi hodnik koji je vodio do vrata prema moru se zvao "put bez povratka" jer je vodio do mola odakle su robovi odvoženi robovlasnicima. Neki od robova su čekali taj trenutak kako bi skočili u more ne bi li se spasili. No, nisu stizali daleko jer bi ih ustrijelili stražari, ili bi ih proždrijeli morski psi koji su bili privučeni uvijek prisutnim tijelima bolesnih ili mrtvih koje bi stražari bacali u more. Nagnuti nad balkon izad ovog stubišta, kupaci i europski trgovci robljem su mogli promatrati robove i raspravljati o vrijednosti svakog, jer je svaka afrička etnička skupina imala svoju propisanu vrijednost i specijalizaciju. Gornji dio zgrade služio je kao rezidencija za europske trgovce.
Odlazak robova u Amerike je ovisio o kupcima, a odvajanje obitelji je bilo obavezno. Postojale su posebne prostorije u kojima su smještala djeca i tu je stopa smrtnosti bila najviša u kući. Mlade djevojke su odvajane od žena, jer su bile skuplje. Neki trgovci robljem su imali seksualne odnose s tim mladim djevojkama, a kad bi neka od njih zatrudnjela, puštane su u Goréeu ili Saint-Louisu. Te je mladim djevojakama bilo u interesu podati se trgovcima kako bi se eventualno dobila sloboda, kao jedini put spasenja. Mulati, potomci tih djevojaka na Goréeu, se nazivaju signare, od portugalske riječi senhoras, i oni su tvorili aristokraciju na Goréeu, poput Kreola u Francuskoj indokini. Ova zajednica goréeskih franko-afrički kreola, tj. Métisa, izrasla je tijekom 17. i 18. stoljeća. Ovu su trgovačku zajednicu karakterizirale "signare", zajednica buržoaskih poduzetnica. Métisi su bili važni za gospodarski, društveni, kulturni i politički život grada. Stvorili su posebnu urbanu kulturu kojoj su osobine bile javni prikaz elegantnosti, rafinirane zabave i javnih festivala. Kontrolirali su većinu trgovine rijekom uzvodno i financirale su većinu katoličkih ustanova.
- Kuća robova (muzej trgovine robovima)
- "Vrata tuge" u Kući robova
- "Vrata tuge", detalj
- Crkva St Charles Borromée
- Džamija u Goréeu

## Poveznice
- Robovlasništvo
- Ljudska prava
- Trgovanje ljudima

## Vanjske poveznice
- Fotografije Goreea
- Mairie de Gorée (fr.)
- Archaeological Research on Gorée  Arhivirana inačica izvorne stranice od 24. srpnja 2017. (Wayback Machine), Rice University (engl.) Posjećeno 18. listopada 2011.